# Volksbank Darmstadt Mainz
Die Volksbank Darmstadt Mainz eG ist eine eingetragene Genossenschaftsbank mit Sitz in Mainz. Die Bank entstand im Jahr 2023 aus der Fusion der Mainzer Volksbank eG mit der Volksbank Darmstadt-Südhessen eG.

## Geschichte
Die Geschichte der ehemaligen Mainzer Volksbank geht zurück bis ins Jahr 1862. Am 1. März 1862 gründeten Mainzer Persönlichkeiten aus Handel und Handwerk die Mainzer Volksbank. Durch Fusionen mit mehreren Volks- und Raiffeisenbanken in der Region (unter anderem in Hochheim am Main 1966, Nieder-Olm 1969 und Bingen am Rhein 1970) wurde sie zu einer der großen Volksbanken in Deutschland. 2003 erfolgte die Fusion mit der Raiffeisenbank Mainz. Zum Angebot der ehemaligen Mainzer Volksbank gehört seit 2013 eine Filiale auf dem Gelände der Johannes Gutenberg-Universität (Campus-Banking).
Die Volksbank Darmstadt-Südhessen eG war eine eingetragene Genossenschaftsbank mit Sitz in Darmstadt. Als Selbsthilfeeinrichtung mittelständischer Unternehmen 1862 gegründet, gehörte sie zu den ältesten und größten Volksbanken in Deutschland. Ihr Geschäftsgebiet erstreckte sich über die südhessischen Landkreise Darmstadt-Dieburg, Groß-Gerau und den Landkreis Bergstraße.
Die Volksbank Darmstadt eG schloss sich zum 1. Januar 2009 im Rahmen einer Dreier-Fusion mit zwei Volksbanken im Landkreis Bergstraße, der Volksbank Bergstraße eG in Bensheim und der Volksbank Kreis Bergstraße eG in Lampertheim, zur neuen Volksbank eG Darmstadt • Kreis Bergstraße zusammen. 2012 folgte die Fusion mit der Groß-Gerauer Volksbank eG, aus der die Volksbank Südhessen-Darmstadt eG entstand, bevor im Jahr 2013 die Umfirmierung zur Volksbank Darmstadt-Südhessen eG erfolgte. 2014 folgte die Fusion mit der Volksbank Seeheim-Jugenheim eG und 2018 die Fusion mit der Volksbank Modau eG.
Am 13. September 2022 gaben die Mainzer Volksbank und die Volksbank Darmstadt-Südhessen bekannt, dass sie planen, sich mit Wirkung zum 1. Januar 2023 zur neuen Volksbank Darmstadt Mainz und dann drittgrößten deutschen Volksbank zusammenzuschließen. Diese Fusion ist per 1. Januar 2023 erfolgt.

## Geschäftsgebiet
Das Geschäftsgebiet der Volksbank Darmstadt Mainz eG liegt teilweise im Stadtgebiet in Mainz und Rheinhessen, sowie die ehemaligen Mainzer Stadtteile Mainz-Kastel, Mainz-Kostheim und teilweise in Hessen, Region Starkenburg.

## Genossenschaftliche Finanzgruppe
Die Volksbank Darmstadt Mainz eG ist Teil der genossenschaftlichen Finanzgruppe und Mitglied der Sicherungseinrichtung des Bundesverbandes der Deutschen Volksbanken und Raiffeisenbanken und arbeitet als Allfinanzanbieter mit genossenschaftlichen Spezialinstituten zusammen. Dazu gehören unter anderem die DZ Bank, die R+V Versicherung, die Bausparkasse Schwäbisch Hall, die Teambank und die Union Investment Gruppe.

## Spendenplattform (Crowdfunding)
Über die Spendenplattform können Vereine oder gemeinnützige Vereinigungen bei der Volksbank Darmstadt Mainz eG Projekte einreichen, für die sie Spendengelder sammeln möchten. Bekommt das jeweilige Projekt genügend Fans, startet die Finanzierungsphase. Für jede getätigte Spende legt die Volksbank Darmstadt Mainz eG einen festgelegten Beitrag obendrauf und erhöht so die Spendensumme.

## Persönlichkeiten
- Heinrich Henkel II., Aufsichtsrat der Volksbank Darmstadt
- Albrecht Ohly, 1870 bis 1884 Direktor der Volksbank Darmstadt
- Wilhelm Schiemer, 1878 bis 1885 Direktor und Vorstandsvorsitzender